# Фишер, Лоре
Лоре Фишер (нем. Lore Fischer; 27 мая 1911, Штутгарт — 16 октября 1991, Мюнхен) — немецкая певица (контральто).
Училась в Кёльнской Высшей школе музыки у Марии Филиппи.
Она выступала в музыкальных центрах Германии (многочисленные концерты в Берлине, Гамбурге , Ганновере, Кёльне и других городах) и за рубежом. Давала концерты в Париже (1938 и 1941), в Варшаве (1933), в Брюсселе (1938 и 1939), Амстердаме (1939 и 1941), в Граце (1938) и в 1956 году у неё состоялся расширенный тур по США.
Дебютировала в 1934 г. Пела преимущественно церковный и камерный репертуар, особенно после того, как в 1942 г. вышла замуж за альтиста Рудольфа Неля и вместе с ним и пианистом и композитором Германом Ройтером образовала Трио Лоре Фишер, исполнявшее барочную музыку. Славилась, по воспоминаниям преподававшего ей Георга фон Альбрехта, способностью петь любые партии с листа, без репетиций. Гастролировала по всей Европе, а в 1956 г. и по США. Преподавала в Мюнхене и Штутгарте. В 1965 г. удостоена Премии Роберта Шумана (ГДР).
Среди заметных записей Фишер — концертная запись «Реквиема» Джузеппе Верди (2 ноября 1939, оркестр Концертгебау под управлением Карла Шурихта), запись Девятой симфонии Бетховена (1955, Гюрцених-оркестр под управлением Гюнтера Ванда), а также кантаты Иоганна Себастьяна Баха.
Муж — альтист Рудольф Нель. Дети — режиссёр Кристоф Нель и актриса Кристина Нель.